# Letca Nouă
Letca Nouă – wieś w Rumunii, w okręgu Giurgiu, w gminie Letca Nouă. W 2011 roku liczyła 1109 mieszkańców.